# Лютый, Александр Алексеевич
Александр Алексеевич Лютый (30 мая 1942, г. Куйбышев (Самара) — 2001, Москва) — советский и российский географ-картограф, доктор географических наук (1990), профессор, академик РАЕН (1992), член комиссии «Теоретическая картография» Международной картографической ассоциации (с 1999).
Автор языковой концепции картографии (1988).
В своих работах А. А. Лютый развивал концепции, предложенные такими учёными как А. Ф. Асланикашвили, Лех Ратайский, Ян Правда. Большое влияние на его труды оказали работы Жака Бертена. Развивая представление о картографической знаковой системе как об объективно существующем явлении, особом языке, А. А. Лютый полемизировал с доминировавшей в конце XX века в СССР научно-познавательной концепцией в картографии. Для связи научно-познавательной концепции, предлагаемой К. А. Салищевым, А. М. Берлянтом и коммуникативной теоретической концепции, предлагаемой западными учёными, А. А. Лютый развивал наработки А. Ф. Асланикашвили по метакартографии, применяя к ним современные представления о семиотике.

## Биография
В 1964 году окончил Московский государственный университет.
В 1964—1965 работал инженером-картографом НРКИ ГУГК СССР.
1972 — кандидат географических наук.
В 1974—1977 — заведующий сектором Госцентра «Природа» ГУГК СССР.
С 1977 — заведующий лабораторией картографии Института географии АН СССР.

## Награды
- Европейская премия Генри Форда за сохранение культурного и природного наследия (1998).
- Премия Министерства культуры Российской Федерации за 1998 год — за работу «Научные основы и прикладные аспекты комплексного картографирования культурного и природного наследия».

## Память
Мемориальный картографический кабинет имени А. А. Лютого.

## Труды
- Язык карты: сущность, система, функции. 1988, 2002.